# 默氏裸腹鱂
默氏裸腹鱂，為輻鰭魚綱鯉齒目鯉齒亞目谷鱂科的其中一種，為亞熱帶淡水魚，分布於北美洲美國內華達州Ash Meadows淡水流域，體長可達5公分，已滅絕。